# Třebechovice pod Orebem
Třebechovice pod Orebem (in tedesco Hohenbruck) è una città della Repubblica Ceca facente parte del distretto di Hradec Králové, nella regione omonima.